# Холлоши, Геза
Геза Холлоши (венг. Hollósi Géza, 2 мая 1938 — 6 сентября 2002) — венгерский борец вольного стиля, призёр чемпионатов мира.

## Биография
Родился в 1938 году в Будапеште. В 1949 году стал серебряным призёром чемпионата мира. В 1960 году принял участие в Олимпийских играх в Риме, но стал там лишь 5-м. В 1961 году вновь стал серебряным призёром чемпионата мира. В 1964 году принял участие в Олимпийских играх в Токио, где боролся как по правилам вольной, так и по правилам греко-римской борьбы, но в греко-римской борьбе занял 4-е место, а в вольной — 5-е. В 1968 году принял участие в Олимпийских играх в Мехико, но наград также не завоевал.